# Teenage Dream
Teenage Dream je drugi studijski album američke kantoautorke Kejti Peri, koji je izašao 24. avgusta 2010. godine i prodat je u više od 15 miliona primeraka širom sveta. Na njemu se nalaze internacionalni hitovi California Gurls, Teenage Dream, Firework, Peacock, E.T i The One That Got Away. Njegovim izlaskom, Kejti je stekla status pop ikone. Poslata je prvi ženski izvođač u istoriji čijih je 5 pesama sa istog albuma dospelo na prvo mesto Billboard-ove liste. 23. marta 2012. izlazi njegovo reizdanje, Teenage Dream: The Complete Confection koje sadrži 3 nove pesme i 2 remiksa.